# No creas que voy a gritar
No creas que voy a gritar (título original en francés: Ne croyez surtout pas que je hurle, título internacional: Don't Think I'm Screaming) es una película francesa, el primer largometraje dirigido por Frank Beauvais y estrenado en 2019.

## Sinopsis
A modo de diario, el director nos cuenta sucesos íntimos ocurridos entre abril yoctobre 2016octubre 2016 , tiempo durante el cual vio más de 400 películas.

## Ficha técnica
- Título : No creas que voy a gritar
- Logro : Frank Beauvais
- Guion : Frank Beauvais
- Reparto : Matthieu Deniau, Philippe Grivel, Olivier Demeaux
- Asamblea : Thomas Marchand
- Producción : Las películas de Aries - Las películas de Hatari - Studio Orlando
- Distribución : Caprichos Films
- País de origen:  Francia
- Duración : 75 minutes
- Fecha de lanzamiento : 25 de septiembre de 2019 (Francia)

## Participación en festivales de cine
- Festival Europeo de Cine Fantástico de Estrasburgo 2019[1]
- Festival Internacional de Cine de La Rochelle 2019[1]
- Berlín 2019[2]
- Cine del real 2019[1]
- Sicily Queer filmfest 2020[3]